# Gene Colan
Gene Colan, noto anche con lo pseudonimo di Adam Austin (The Bronx, 1º settembre 1926 – The Bronx, 23 giugno 2011), è stato un fumettista statunitense. Ha legato il suo nome a numerose serie della Marvel Comics, tra cui in particolare Daredevil, Howard the Duck e Tomb of Dracula. Nel 2005 è stato inserito nella Will Eisner Comic Book Hall of Fame.

## Biografia

### Gli anni giovanili
Nato nel distretto newyorkese del Bronx, Gene Colan frequentò la George Washington High School a New York, nel quartiere di Washington Heights di Manhattan e proseguì gli studi al Art Students League of New York. Venne influenzato, in quel periodo, principalmente da Syd Shores, Coulton Waugh e Milton Caniff.
In seguito svolse il servizio militare in una divisione speciale degli Army Air Corps nelle Filippine durante la seconda guerra mondiale, guadagnandosi i gradi di caporale e disegnando per il Manila Times. Dopo il ritorno in patria, nel 1944, iniziò a lavorare nel campo dei fumetti, illustrando la serie di avventure di fantascienza Wings Comics della casa editrice Fiction House.
Nel 1946 iniziò a lavorare per la Timely Comics, la casa editrice degli anni quaranta che sarebbe diventata in seguito Marvel Comics. Colan, in un'intervista del 2005 ricorderà che l'editore capo Stan Lee
(Intervista a Gene Colan, Alter Ego n. 52 - marzo 2006, pag. 66)
Dopo che, due anni più tardi, virtualmente tutto il personale della Timely fu licenziato durante la crisi del settore, Colan lavorò come freelance per la National Comics, la futura DC Comics. Fissato della precisione, effettuava ricerche meticolose riguardo alle storie di guerra per la DC All-American Men at War, Captain Storm eOur Army at War, così come per quelle Atlas Comics Battle, Battle Action Battle Ground, Battlefront, G.I. Tales, Marines in Battle, Navy Combat e Navy Tales. Affittava film western a 16 millimetri di Hopalong Cassidy per controllare se esistessero similitudini con la serie DC che disegnò dal 1954 al 1957.

### LaSilver Age
Durante il suo periodo come freelance per i fumetti romantici della DC negli anni sessanta, Colan fece il suo primo lavoro nell'ambito dei supereroi per la Marvel sotto lo pseudonimo di Adam Austin. Adattandosi subito al nuovo formato, presentò il personaggio di Sub-Mariner all'interno di Tales to Astonish e succedette a Don Heck nel disegno di Iron Man in Tales of Suspense.
Poco dopo, firmandosi col suo vero nome, Colan divenne uno dei principali artisti della Silver Age della Marvel, illustrando una schiera di personaggi di primo piano come i Vendicatori, Capitan America, Dottor Strange (sia nella serie della fine degli anni sessanta che in quella della metà degli anni settanta) ed il suo personaggio simbolo, Devil. La lunga sequenza della serie Daredevil comprende una serie ininterrotta (a parte tre numeri) di 81 numeri dal 20 (settembre 1966) al 100 (giugno 1973), Oltre al primo Daredevil Annual del 1967. Colan tornò a disegnare dieci numeri tra il 1974 ed il 1979 ed una sequenza di otto numeri nel 1997.

### Dracula e Batman
Colan raccolse numerosi consensi negli anni settanta per aver illustrato la serie horror completa di 70 numeri Tomb of Dracula e per l'altra serie cult, scritta da Steve Gerber Howard the Duck.
Tornato alla DC negli anni ottanta a causa di divergenze con l'editore capo di allora Jim Shooter, Colan portò il proprio stile ombreggiato nell'interpretazione di Batman, svolgendo il ruolo di artista principale della testata dal 1982 al 1986, disegnando Detective Comics e Batman. Fu anche l'artista di Wonder Woman dal febbraio 1982 al luglio del 1983. Oltre a partecipare all'ideazione di nuovi personaggi, Colan collaborò con lo scrittore di Tomb of Dracula Marv Wolfman ad una sequenza di 14 numeri di Night Force, con Cary Bates in una di 12 numeri di Silverblade e con Greg Potter in una di 12 numeri di Jemm, Son of Saturn. Disegnò inoltre i primi sei numeri della serie del 1987 di Doug Moench The Spectre.
Lo stile di Colan, caratterizzato da un disegno fluido delle figure ed un esteso uso delle ombreggiature, era insolito tra gli artisti della silver age e divenne più pronunciato col progredire della sua carriera. Di solito svolgeva il ruolo di disegnatore, avvalendosi della collaborazione di inchiostratori come Klaus Janson e Tom Palmer. Colan uscì dal consueto schema disegnatore/inchiostratore/colorista tipico della produzione di fumetti di massa creando disegni finiti a carboncino ed acquerello. Esempi degni di nota sono le miniserie realizzate tra il 1984 ed il 1986 per la DC Nathaniel Dusk e Nathaniel Dusk II e Ragamuffins nelle serie della Eclipse Comics, tutte scritte da Don McGregor con cui collaborò di frequente.
I lavori di Colan per le case indipendenti comprendono le graphic novel Detectives Inc.: A Terror Of Dying Dreams del 1985, scritta da McGregor e le miniserie Predator: Hell & Hot Water della Dark Horse Comics. Tra la fine degli anni ottanta e l'inizio dei novanta collaborò con la Archie Comics disegnando ed occasionalmente scrivendo alcune storie.
Tornato alla Marvel, collaborò di nuovo con Marv Wolfman per una serie di Tomb of Dracula e con McGregor per una serie di storie di Pantera Nera per l'antologia Marvel Comics Presents.

### L'ultima parte della carriera
Negli anni 2000 Colan è ritornato alle storie di vampiri disegnando un paio di storie per Buffy the Vampire Slayer della Dark Horse Comics.
Colan ha insegnato a varie riprese alla School of Visual Arts ed al Fashion Institute of Technology di Manhattan ed ha tenuto diverse mostre alla Bess Cutler Gallery di New York ed alla Elm Street Arts Gallery di Manchester nel Vermont dove si è trasferito con la seconda moglie Adrienne.
Nel 2007 ha disegnato le pagine finali del numero 12 della seconda serie di Blade, che raffigura un flashback in cui il personaggio si rivede nei classici panni che portava negli anni settanta. Ha disegnato alcune pagine del numero 100 della seconda serie di Daredevil in cui erano anche ristampati due dei suoi numeri classici della prima serie, il 90 ed il 91.
Colan stava lavorando con Ed Brubaker a una storia di Capitan America, prima di morire per le conseguenze di una lunga malattia al fegato e della rottura di un'anca, dopo un breve coma.

## Premi
Colan, dopo essere stato candidato per lo Shazam Award come migliore disegnatore nel 1974, ha ricevuto l'Eagle Award nel 1977 e nel 1979 per il miglior fumetto umoristico con Howard the Duck ed è stato candidato cinque volte nel 1978.
Nel 2005 è stato introdotto nella Hall of Fame degli Eisner Award.

## Critica
I critici e gli storici del fumetto hanno scritto che lo stile del tratto profondo e ombreggiato di Colan lo rende particolarmente adatto alla stampa in bianco e nero, come nelle storie della Warren Publishing Eerie e Blazing Combat negli anni sessanta e in quelle della Marvel Dracula Lives!, Hulk, The Savage Sword of Conan, e Savage Tales degli anni settanta. Questo fatto è anche evidente nella pubblicazione antologica della sua serie Tomb of Dracula.